# رسالة تل العمارنة EA 144
رسالة تل العمارنة EA 144، بعنوان: زمردة صيدا، هي رسالة مكتوبة على لوح من الطين تأتي من كنعان (مدينة-دولة صيدا)، وهي مكتوبة على يد "عمدة" صيدا زمردة، مؤلف رسالة العمارنة EA 144، ورسالة العمارنة EA 145 [الإنجليزية]. موجهة إلى الفرعون أخناتون وهي جزء من مراسلات سياسية من القرن الرابع عشر قبل الميلاد. عثر عليها في تل العمارنة في نهاية القرن التاسع عشر.
الرسالة مكتوبة بالخط المسماري الخام، تشبه العديد من الرسائل الواردة من المدينة الكنعانية والتي تعبر عن الخضوع للفرعون. اللوح الطيني مربع الشكل ومسطح تقريبًا. الرسالة مكتوبة على كلا الجانبين وعلى الحافة السفلية من اللوح يبلغ مقاسها حوالي 10 سم عرضًا × 9 سم ارتفاعًا. وهي في حالة ممتازة تقريبًا (فقط عدد قليل من الفجوات).
رسائل العمارنة المرقمة حتى EA382 هي مراسلات من منتصف القرن الرابع عشر الذي يبدأ حوالي -1350 ويستمر بعد عشرين إلى خمسة وعشرين عامًا. عثر على المجموعة الأولية من الرسائل في أختاتون، عاصمة أخناتون، بالطابق العلوي في مكتب مراسلات الفرعون. وعثر على رسائل أخرى في وقت لاحق.
الرسالة EA144 تحمل رقم ضريبة القيمة المضافة 00323، من متحف الشرق الأدنى في برلين.

## السياق التاريخي
يكتب زمردة إلى الفرعون الذي بايعه ليؤكد له أنه يعتني بمدينة صيدا التي هو رئيسها. وتشير الرسالة إلى أن صيدا أصبحت تابعة لمصر. ومع ذلك، فإن ولاء زمردة للفرعون كان مزيفًا، وفقًا للمؤرخ ف. ضد. ليسلين.
تعتبر صيدا من أوائل المدن الفينيقية التي تحررت من الاستعمار المصري. ولم يكن لها أي تفوق مقارنة بالمدن الفينيقية المجاورة الأخرى، إلا مؤقتًا بالمقارنة مع مدينة صور، وهي مدينة تابعة أخرى لمصر شاركت في نكسات أسيادها.
وكما يكتب زمردة إلى أخناتون فإنه يقوي قوته البحرية.أأبيملكي أمير مدينة صور المجاورة، صاحب عشر رسائل إلى الفرعون، يقدمه على أنه خائن. يشكو أبيملكي من أن زيمردة قد حبسه في جزيرته ويطلب إرسال قوات ليُظهر لزمردة أن أبيملكي يحظى بدعم مصر.
يشير زمردة في الرسالة إلى حرب صعبة وهو ما يتعين عليه مواجهته ويشكو من انضمام المدن إلى أبيرو (أو هابيرو). على الأرجح أنه بسبب هذه الحرب تحالف مع ازيرو، رئيس أمورو الجديد.

## ترجمة الرسالة
EA 144، الحرف الأول؟ من اثنان. (ليست ترجمة خطية، سطرًا بسطر، وإنما نقل الترجمة من الفرنسية.) (الوجه والعكس):
(السطور 1-5)-- قل للملك، سيدي، إلهي، شمسي، روح حياتي: هكذا 1 زمردي رئيس بلدية صيدا.
(6-12)-- أسقط عند قدمي ربي الإله الشمس نفس حياتي ((عند قدمي ربي إلهي شمسي نفس حياتي)) 7 مرات و7 مرات. ليعلم الملك سيدي أن صيدون، جارية الملك سيدي، التي جعلها تحت رعايتي، سليمة ومعافاة.
(13-21)-- ولما سمعت كلام الملك سيدي عندما كتب لعبده فرح قلبي وارتفع رأسي وأشرقت عيناي عند سماع الكلمة. من الملك يا سيدي. ليعلم الملك أني قد قمت بالاستعدادات 2 قبل وصول رماة الملك سيدي. لقد هيأت كل شيء حسب أمر الملك سيدي.
(٢٢-٣٠)-- ليعلم الملك سيدي أن الحرب عليّ شديدة جدًا. جميع المدن التي وضعها الملك تحت يدي كانت تابعة لأب. ليكلفني الملك برجل يقود رماة الملك لمحاسبة المدن التي انضمت إلى عبيرو، حتى تتمكن من إعادتهم إلى عهدتي حتى أتمكن من الخدمة الملك سيدي كما فعل اجدادنا من قبل. --(كامل EA 144، فقط الثغرات الثانوية، المستعادة، الأسطر 1-30)

## النص الأكادي
النص باللغة الأكادية: (من خلال السطر 12، الوجه)
(السطر 1) -- a - na LUGAL - ri EN - ia — (إلى King-Lord-mine...)
(2)--dingir- meš - ia (d) utu - ia sza - ri til - la - ia — ((of) god(pl)-mine, Sun-god-mine (أي من) 'نفس- حياة')
(3 )--qí-bí- ma — (تكلم(-ing)!...)
(4)-- أم - أماه 1. Zi - iM - Re - eD - Di — ('الرسالة هكذا' 1.- Zimreddi ،...)
(5)-- LÚ ha - za - nuša URU Sí- Du - Na - ki — (رجل-(عمدة - حاكم) مدينة -سيدونا)، ( سيدون )
(6)-- a - na GÌR- MEŠ EN - ia, dingir- meš (د) utu szari — (عند القدمين(pl)، يا رب لي، (أي من) الآلهة (pl)، إله الشمس، ملِك)
(7)-- ša til - la - ia a - na GÌR- MEŠ EN - ia — ((أي من) نفس الحياة، عند القدمين(pl)، يا ربي)
(8)--dingir- meš - ia (d) utu - ia sza- ri til - la - ia — ((من) إلهي (pl) - منجم، إله الشمس، الملك، "نفس الحياة" ')
(9)--7- šuù 7-ta- a - an am -qú- ut — (7 مرات و 7 مرات (مرة أخرى) ... --... أنا أنحني(-ing))(أنا أنحني)
(10)--lu-ú i - de LUGAL EN - ia i - nu - ma — (عسى أن يكون!..أعلم! الملك-الرب-لي...--... الآن -( الآن، في- هذه المرة ))
(11)-- šal - ma - at URU Sí- Du - Na - ki Geme2- ti — ((هناك) السلام، مدينة -سيدونا له ،... "خادمة")
(12)-- LUGAL EN - ia sza i -din i - na qa - ti - ia